# Gattinara
Gattinara (piemontiul: Gatinera) település Olaszországban, Vercelli megyében. Lakosainak száma 7502 fő (2023. január 1.). Gattinara Lozzolo, Roasio, Rovasenda, Romagnano Sesia, Lenta, Serravalle Sesia és Ghemme községekkel határos.

## Népesség
A település népességének változása:
| Lakosok száma | 8052 | 7987 | 7502 |
|               | 2017 | 2018 | 2023 |